# Alaus zunianus
Alaus zunianus là một loài bọ cánh cứng trong họ Elateridae. Loài này được Casey miêu tả khoa học năm 1893.